# Mărioara Munteanu
Mărioara Munteanu (Brăila, 13 de julio de 1978) es una deportista rumana que compitió en halterofilia.
Ganó cinco medallas en el Campeonato Europeo de Halterofilia entre los años 2003 y 2007. Participó en dos Juegos Olímpicos de Verano, ocupando el octavo lugar en Sídney 2000 y el cuarto en Atenas 2004, en la categoría de 53 kg.

## Palmarés internacional
| Campeonato Europeo | Campeonato Europeo     | Campeonato Europeo | Campeonato Europeo |
| Año                | Lugar                  | Medalla            | Categoría          |
| ------------------ | ---------------------- | ------------------ | ------------------ |
| 2003               | Lutraki (Grecia)       | Medalla de bronce  | 53 kg              |
| 2004               | Kiev (Ucrania)         | Medalla de plata   | 53 kg              |
| 2005               | Sofía (Bulgaria)       | Medalla de plata   | 53 kg              |
| 2006               | Władysławowo (Polonia) | Medalla de oro     | 53 kg              |
| 2007               | Estrasburgo (Francia)  | Medalla de oro     | 53 kg              |